# خورشیدگرفتگی ۷ مارس ۱۵۹۸
خورشیدگرفتگی ۷ مارس ۱۵۹۸ (به انگلیسی: Solar eclipse of March 7, 1598) یک خورشیدگرفتگی از نوع خورشیدگرفتگی کامل بود. این خورشیدگرفتگی در تاریخ ۷ مارس ۱۵۹۸ میلادی روی داد که زمان اوج آن، ساعت ۱۰:۱۰:۰۱ به‌وقت ساعت هماهنگ جهانی بوده‌است. مدت‌زمان و طول این خورشیدگرفتگی ۹۳ ثانیه (۱ دقیقه ۳۳ ثانیه) بود.